# Liste des évêques et archevêques de Popayán
Cette liste recense les évêques qui se sont succédé sur le siège du diocèse de Popayán depuis sa création le 22 août 1546. La liste se poursuit avec les archevêques à partir du 20 juin 1900 lorsque le diocèse est élevé au rang d'archidiocèse métropolitain et prend le nom d'archidiocèse de Popayán.

## Évêques
- Juan Valle (27 août 1546 - 1563)
- Agustín Coruña Velasco, O.S.A (1er mars 1564 - 24 novembre 1589)
- Domingo de Ulloa, O.P (9 décembre 1591 - 3 avril 1598), nommé évêque de Michoacán
- Juan de la Roca (19 juillet 1599 - 7 septembre 1605)
- Juan Pedro González de Mendoza, O.S.A (17 novembre 1608 - 14 février 1618)
- Ambrosio Vallejo Mejía, O.Carm (2 décembre 1619 - 10 février 1631), nommé  évêque de Trujillo
- Feliciano de la Vega Padilla (10 février 1631 - 5 septembre 1633), nommé évêque de La Paz
- Diego Montoya Mendoza (5 septembre 1633 - 5 octobre 1637), nommé évêque de Trujillo
- Francisco de la Serna, O.S.A (14 juin 1638 - 21 août 1645), nommé évêque de La Paz
  - Sede vacante (1645-1658)
- Vasco Jacinto de Contreras y Valverde (25 février 1658 - 7 juin 1666), nommé évêque de Huamanga
- Melchor Liñán y Cisneros (16 janvier 1668 - 8 février 1672), nommé archevêque de La Plata o Charcas
- Cristóbal Bernardo de Quirós (16 mai 1672 - vers 1684)
- Pedro Díaz de Cienfuegos (12 août 1686 - 20 février 1696), nommé évêque de Trujillo
- Mateo Panduro y Villafañe, O.C.D (18 juin 1696 - 1er octobre 1714), nommé évêque de La Paz
- Juan Gómez de Nava y Frías (19 novembre 1714 - 19 novembre 1725), nommé évêque de Quito
- Juan Francisco Gómez Calleja (19 novembre 1725 - 9 septembre 1728)
- Manuel Antonio Gómez de Silva (20 septembre 1728 - 29 septembre 1731)
- Diego Fermín de Vergara, O.S.A (19 décembre 1732 - 19 décembre 1740), nommé archevêque de Santafé en Nouvelle-Grenade
- Francisco José de Figueredo y Victoria (30 janvier 1741 - 24 janvier 1752), nommé archevêque de Santiago de Guatemala
- Diego del Corro (24 janvier 1752 - 13 mars 1758), nommé archevêque de Lima
- Jerónimo Antonio Obregón y Mena (13 mars 1758 - 14 juillet 1785)
  - Sede vacante (1785-1788)
- Ángel Velarde y Bustamante (15 septembre 1788 - 6 juillet 1809)
  - Sede vacante (1809-1816)
- Salvador Jiménez y Padilla (8 mars 1816 - 13 février 1841)
- Fernando Cuero y Caicedo, O.F.M.Obs (23 mai 1842 - 7 août 1851)
- Pedro Antonio Torres (20 décembre 1853 - 18 décembre 1866)
- Carlos Bermúdez (13 mars 1868 - 6 décembre 1887)
- Juan Buenaventura Ortiz (1er juin 1888 - 15 août 1894)
- Manuel José Cayzedo y Martínez Cuero (2 décembre 1895 - 20 juin 1900), devient archevêque de Popayán

## Archevêques
- Manuel José Cayzedo y Martínez Cuero (20 juin 1900 - 14 décembre 1905), nommé archevêque de Medellín
- Emanuele Antonio Arboleda, C.M (18 avril 1907 - 31 mars 1923)
- Maximiliano Crespo Rivera (15 novembre 1923 - 7 novembre 1940)
- Juan Manoel González Arbeláez (20 juin 1942 - 1er février 1944)
- Diego María Gómez Tamayo (25 avril 1944 - 12 septembre 1964)
- Miguel Ángel Arce Vivas (7 avril 1965 - 11 octobre 1976)
- Samuel Silverio Buitrago Trujillo, C.M (11 octobre 1976 - 11 avril 1990)
- Alberto Giraldo Jaramillo, P.S.S (18 décembre 1990 - 13 février 1997), nommé archevêque de Medellín
- Iván Antonio Marín López (19 avril 1997 - 19 mai 2018)
- Luis José Rueda Aparicio (19 mai 2018 - 25 avril 2020), nommé archevêque de Bogotà
- Omar Alberto Sánchez Cubillos, O.P depuis le 12 octobre 2020

## Sources
- (en) « Archdiocese of Popayán : Past and Present Ordinaries », sur catholic-hierarchy.org (consulté le 21 septembre 2023)